# Obila dominatria
Obila dominatria är en fjärilsart som beskrevs av Walker 1862. Obila dominatria ingår i släktet Obila och familjen mätare. Inga underarter finns listade i Catalogue of Life.